# Юнацький чемпіонат Європи з футболу (U-19) 2011 (кваліфікаційний раунд)
Юнацький чемпіонат Європи з футболу (U-19) 2011 (кваліфікаційний раунд) — відбірний етап, що відбувся з 28 вересня по 30 жовтня 2010 року у 13 групах та був першим етапом відбору до чемпіонату Європи 2011.

## Група 1
| Збірна    | І | В | Н | П | ГЗ | ГП | РГ | О |
| --------- | - | - | - | - | -- | -- | -- | - |
| Туреччина | 3 | 2 | 1 | 0 | 10 | 5  | +5 | 7 |
| Уельс     | 3 | 1 | 2 | 0 | 6  | 5  | +1 | 5 |
| Ісландія  | 3 | 1 | 0 | 2 | 6  | 4  | +2 | 3 |
| Казахстан | 3 | 0 | 1 | 2 | 2  | 10 | −8 | 1 |

| 20 жовтня 2010 18:00 |

| Туреччина                       | 3 – 3    | Уельс                                           |
| ------------------------------- | -------- | ----------------------------------------------- |
| Бекдемір 7' Узбек 59' Демір 61' | Протокол | Голловей 57' Бредшов 90+1' Меттьюз 90+4' (пен.) |

| Річмонд Парк, Кармартен Арбітр: Матежек (Чехія) |

| 20 жовтня 2010 18:00 |

| Ісландія                                       | 4 – 0    | Казахстан |
| ---------------------------------------------- | -------- | --------- |
| Фінсен 13', 61' Ємен 24' Торарінсон 33' (пен.) | Протокол |           |

| Стебунгет Паркс, Лланеллі Арбітр: Шиєвич (Польща) |

| 22 жовтня 2010 18:00 |

| Туреччина                                        | 5 – 1    | Казахстан   |
| ------------------------------------------------ | -------- | ----------- |
| Бекдемір 44', 82' Шехінер 47' Гюлле 51' Сарі 58' | Протокол | Байтана 38' |

| Бревер Філд, Брідженд Арбітр: Шиєвич (Польща) |

| 22 жовтня 2010 18:00 |

| Уельс                           | 2 – 1    | Ісландія              |
| ------------------------------- | -------- | --------------------- |
| Бодін 56' (пен.) Чемберлейн 80' | Протокол | Торарінсон 35' (пен.) |

| Стебунгет Паркс, Лланеллі Арбітр: Гробельнік (Австрія) |

| 25 жовтня 2010 18:00 |

| Ісландія     | 1 – 2    | Туреччина            |
| ------------ | -------- | -------------------- |
| Емілссон 48' | Протокол | Демір 57' Сарі 90+4' |

| Річмонд Парк, Кармартен Арбітр: Матежек (Чехія) |

| 25 жовтня 2010 18:00 |

| Казахстан  | 1 – 1    | Уельс          |
| ---------- | -------- | -------------- |
| Сариєв 67' | Протокол | Чемберлейн 51' |

| Бревер Філд, Брідженд Арбітр: Гробельнік (Австрія) |

## Група 2
| Збірна      | І | В | Н | П | ГЗ | ГП | РГ  | О |
| ----------- | - | - | - | - | -- | -- | --- | - |
| Естонія     | 3 | 2 | 0 | 1 | 6  | 2  | +4  | 6 |
| Норвегія    | 3 | 2 | 0 | 1 | 9  | 4  | +5  | 6 |
| Шотландія   | 3 | 2 | 0 | 1 | 11 | 5  | +6  | 6 |
| Ліхтенштейн | 3 | 0 | 0 | 3 | 0  | 15 | −15 | 0 |

| 28 вересня 2010 12:00 |

| Шотландія                                                                       | 7 – 0    | Ліхтенштейн |
| ------------------------------------------------------------------------------- | -------- | ----------- |
| Бреннан 31' Кітінгс 42', 55', 67' (пен.) Макгрегор 61' Макгіоч 89' Гілсон 90+1' | Протокол |             |

| «Раквере», Раквере Арбітр: Йілек (Чехія) |

| 28 вересня 2010 15:30 |

| Норвегія | 0 – 2    | Естонія        |
| -------- | -------- | -------------- |
|          | Протокол | Бєлов 40', 56' |

| «Кадріорг», Таллінн Арбітр: Хатеган (Румунія) |

| 30 вересня 2010 12:00 |

| Ліхтенштейн | 0 – 5    | Норвегія                                      |
| ----------- | -------- | --------------------------------------------- |
|             | Протокол | Валсвік 21' Нільсен 28' Бакенга 42', 61', 66' |

| «Раквере», Раквере Арбітр: Гючек (Туреччина) |

| 30 вересня 2010 15:30 |

| Шотландія                | 2 – 1    | Естонія    |
| ------------------------ | -------- | ---------- |
| Гілсон 37' Макгрегор 47' | Протокол | Rättel 79' |

| «Кадріорг», Таллінн Арбітр: Йілек (Чехія) |

| 3 жовтня 2010 15:30 |

| Норвегія                            | 4 – 2    | Шотландія                              |
| ----------------------------------- | -------- | -------------------------------------- |
| Гулбрандсен 20' Гопен 48', 56', 77' | Протокол | Кітінгс 35' (пен.) Одегаард 81' (авт.) |

| «Раквере», Раквере Арбітр: Гючек (Туреччина) |

| 3 жовтня 2010 15:30 |

| Естонія                      | 3 – 0    | Ліхтенштейн |
| ---------------------------- | -------- | ----------- |
| Раттель 12', 50' Луігенд 25' | Протокол |             |

| «Кадріорг», Таллінн Арбітр: Хатеган (Румунія) |

## Група 3
| Збірна      | І | В | Н | П | ГЗ | ГП | РГ | О |
| ----------- | - | - | - | - | -- | -- | -- | - |
| Португалія  | 3 | 1 | 2 | 0 | 6  | 3  | +3 | 5 |
| Греція      | 3 | 1 | 1 | 1 | 2  | 2  | 0  | 4 |
| Азербайджан | 3 | 1 | 1 | 1 | 5  | 3  | +2 | 4 |
| Грузія      | 3 | 1 | 0 | 2 | 1  | 6  | −5 | 3 |

| 11 жовтня 2010 17:00 |

| Греція | 0 – 1    | Грузія         |
| ------ | -------- | -------------- |
|        | Протокол | Окріашвілі 89' |

| Муніципальний, Албуфейра Арбітр: Мажич (Сербія) |

| 11 жовтня 2010 17:00 |

| Португалія          | 2 – 2    | Азербайджан               |
| ------------------- | -------- | ------------------------- |
| Пінту 78' Брума 87' | Протокол | Сейдов 28' Іскендеров 48' |

| Муніципальний, Паршал Арбітр: Том-Гаральд Гаген (Норвегія) |

| 13 жовтня 2010 17:00 |

| Греція       | 1 – 0    | Азербайджан |
| ------------ | -------- | ----------- |
| Бугайдіс 41' | Протокол |             |

| Фернандо Кабріта, Лагос Арбітр: Влк (Словаччина) |

| 13 жовтня 2010 17:00 |

| Грузія | 0 – 3    | Португалія                       |
| ------ | -------- | -------------------------------- |
|        | Протокол | Ешгайо 23' Бетіньо 35' Брума 61' |

| да Нора, Феррейраш Арбітр: Мажич (Сербія) |

| 16 жовтня 2010 17:00 |

| Португалія | 1 – 1    | Греція      |
| ---------- | -------- | ----------- |
| Баррош 7'  | Протокол | Велліос 49' |

| Алгарве, Фару Арбітр: Том-Гаральд Гаген (Норвегія) |

| 16 жовтня 2010 17:00 |

| Азербайджан                   | 3 – 0    | Грузія |
| ----------------------------- | -------- | ------ |
| Гросс 54' Іскендеров 75', 79' | Протокол |        |

| Муніципальний, Паршал Арбітр: Влк (Словаччина) |

## Група 4
| Збірна  | І | В | Н | П | ГЗ | ГП | РГ | О |
| ------- | - | - | - | - | -- | -- | -- | - |
| Україна | 3 | 2 | 0 | 1 | 4  | 2  | +2 | 6 |
| Росія   | 3 | 2 | 0 | 1 | 7  | 5  | +2 | 6 |
| Данія   | 3 | 2 | 0 | 1 | 5  | 3  | +2 | 6 |
| Швеція  | 3 | 0 | 0 | 3 | 2  | 8  | −6 | 0 |

| 7 жовтня 2010 18:00 |

| Росія                                          | 4 – 2    | Швеція             |
| ---------------------------------------------- | -------- | ------------------ |
| Іванников 7' Козлов 54' Кірєєв 80' Бочаров 90' | Протокол | Гільємарк 42', 60' |

| Енгельгольмс ІП, Енгельгольм Арбітр: Трутц (Словаччина) |

| 7 жовтня 2010 18:00 |

| Україна              | 2 – 0    | Данія |
| -------------------- | -------- | ----- |
| Будківський 33', 76' | Протокол |       |

| Місцевий стадіон, Гельсінборг Арбітр: Мур (Шотландія) |

| 9 жовтня 2010 14:00 |

| Швеція | 0 – 1    | Україна    |
| ------ | -------- | ---------- |
|        | Протокол | Ордець 68' |

| Місцевий, Лагольм Арбітр: Трутц (Словаччина) |

| 9 жовтня 2010 17:00 |

| Росія      | 1 – 2    | Данія                     |
| ---------- | -------- | ------------------------- |
| Козлов 63' | Протокол | Думич 89' Оффенберг 90+3' |

| Енгельгольмс ІП, Енгельгольм Арбітр: Туссен (Люксембург) |

| 12 жовтня 2010 14:00 |

| Україна      | 1 – 2    | Росія          |
| ------------ | -------- | -------------- |
| Караваєв 37' | Протокол | Нуров 57', 72' |

| Місцевий, Лагольм Арбітр: Туссен (Люксембург) |

| 12 жовтня 2010 14:00 |

| Данія                                 | 3 – 0    | Швеція |
| ------------------------------------- | -------- | ------ |
| Андерсен 5' (авт.) Гвілсом 68', 90+1' | Протокол |        |

| Місцевий стадіон, Гельсінборг Арбітр: Мур (Шотландія) |

## Група 5
| Збірна               | І | В | Н | П | ГЗ | ГП | РГ | О |
| -------------------- | - | - | - | - | -- | -- | -- | - |
| Білорусь             | 3 | 2 | 0 | 1 | 5  | 4  | +1 | 6 |
| Північна Македонія   | 3 | 1 | 1 | 1 | 2  | 4  | –2 | 4 |
| Чехія                | 3 | 1 | 1 | 1 | 3  | 1  | +2 | 4 |
| Боснія і Герцеговина | 3 | 0 | 2 | 1 | 2  | 3  | −1 | 2 |

| 1 жовтня 2010 15:00 |

| Білорусь               | 2 – 1    | Боснія і Герцеговина |
| ---------------------- | -------- | -------------------- |
| Глебко 10' Бомбель 55' | Протокол | Сеферович 32'        |

| Асім Ферхатович-Хасе, Сараєво Арбітр: Нзоло (Бельгія) |

| 1 жовтня 2010 15:00 |

| Чехія | 0 – 1    | Північна Македонія |
| ----- | -------- | ------------------ |
|       | Протокол | Сімоновскі 50'     |

| Грбавіца, Сараєво Арбітр: Банарі (Молдова) |

| 3 жовтня 2010 15:00 |

| Білорусь                         | 3 – 0    | Північна Македонія |
| -------------------------------- | -------- | ------------------ |
| Глебко 58' Євлач 75' Шаталов 90' | Протокол |                    |

| Асім Ферхатович-Хасе, Сараєво Арбітр: Йорданов (Болгарія) |

| 3 жовтня 2010 15:00 |

| Боснія і Герцеговина | 0 – 0    | Чехія |
| -------------------- | -------- | ----- |
|                      | Протокол |       |

| Грбавіца, Сараєво Арбітр: Нзоло (Бельгія) |

| 6 жовтня 2010 15:00 |

| Чехія                             | 3 – 0    | Білорусь |
| --------------------------------- | -------- | -------- |
| Крейчі 74' Шустр 86' Єлечек 90+1' | Протокол |          |

| Асім Ферхатович-Хасе, Сараєво Арбітр: Йорданов (Болгарія) |

| 6 жовтня 2010 15:00 |

| Північна Македонія      | 1 – 1    | Боснія і Герцеговина |
| ----------------------- | -------- | -------------------- |
| Гусейншпанич 45' (авт.) | Протокол | Сеферович 8'         |

| Грбавіца, Сараєво Арбітр: Банарі (Молдова) |

## Група 6
| Збірна    | І | В | Н | П | ГЗ | ГП | РГ | О |
| --------- | - | - | - | - | -- | -- | -- | - |
| Угорщина  | 3 | 2 | 0 | 1 | 3  | 1  | +2 | 6 |
| Польща    | 3 | 1 | 1 | 1 | 2  | 2  | 0  | 4 |
| Молдова   | 3 | 1 | 1 | 1 | 3  | 6  | −3 | 4 |
| Фінляндія | 3 | 1 | 0 | 2 | 6  | 5  | +1 | 3 |

| 25 жовтня 2010 14:30 |

| Угорщина | 0 – 1    | Молдова    |
| -------- | -------- | ---------- |
|          | Протокол | Діма 45+1' |

| «Вароші», Татабанья Арбітр: Прігода (Чехія) |

| 25 жовтня 2010 14:30 |

| Польща              | 2 – 0    | Фінляндія |
| ------------------- | -------- | --------- |
| Жиро 23' Пєтшак 82' | Протокол |           |

| Футбольний парк, Телкі Арбітр: Маккеон (Ірландія) |

| 27 жовтня 2010 14:30 |

| Угорщина | 1 – 0    | Фінляндія |
| -------- | -------- | --------- |
| Елек 43' | Протокол |           |

| «Вароші», Татабанья Арбітр: Лейсвелд (Нідерланди) |

| 27 жовтня 2010 14:30 |

| Молдова | 0 – 0    | Польща |
| ------- | -------- | ------ |
|         | Протокол |        |

| Футбольний парк, Телкі Арбітр: Прігода (Чехія) |

| 30 жовтня 2010 12:30 |

| Польща | 0 – 2    | Угорщина           |
| ------ | -------- | ------------------ |
|        | Протокол | Ковач 3' Поншок 4' |

| «Вароші», Татабанья Арбітр: Лейсвелд (Нідерланди) |

| 30 жовтня 2010 12:30 |

| Фінляндія                                                             | 6 – 2    | Молдова       |
| --------------------------------------------------------------------- | -------- | ------------- |
| Вяярінен 3' Ніємінен 42', 56' Дженкінсон 46' Рехпері 79' Легтонен 84' | Протокол | Рата 26', 60' |

| Футбольний парк, Телкі Арбітр: Маккеон (Ірландія) |

## Група 7
| Збірна            | І | В | Н | П | ГЗ | ГП | РГ | О |
| ----------------- | - | - | - | - | -- | -- | -- | - |
| Італія            | 3 | 3 | 0 | 0 | 8  | 2  | +6 | 9 |
| Хорватія          | 3 | 1 | 1 | 1 | 5  | 6  | −1 | 4 |
| Латвія            | 3 | 1 | 0 | 2 | 4  | 5  | −1 | 3 |
| Фарерські острови | 3 | 0 | 1 | 2 | 3  | 7  | −4 | 1 |

| 7 жовтня 2010 13:00 |

| Хорватія             | 2 – 2    | Фарерські острови        |
| -------------------- | -------- | ------------------------ |
| Яколиш 42' Манче 65' | Протокол | Соренсен 35' Ганссон 82' |

| «Слока», Юрмала Арбітр: Далукас (Греція) |

| 7 жовтня 2010 18:00 |

| Італія                | 2 – 1    | Латвія        |
| --------------------- | -------- | ------------- |
| Карраро 11' Верді 71' | Протокол | Лоншаковс 52' |

| «Аркадія», Рига Арбітр: Йеч (Чехія) |

| 9 жовтня 2010 13:00 |

| Італія                                    | 3 – 0    | Фарерські острови |
| ----------------------------------------- | -------- | ----------------- |
| Де Вітіс 22' Лібертацці 54' Де Шильйо 60' | Протокол |                   |

| «Слока», Юрмала Арбітр: Шілагава (Грузія) |

| 9 жовтня 2010 18:00 |

| Латвія        | 1 – 2    | Хорватія                      |
| ------------- | -------- | ----------------------------- |
| Лоншаковс 16' | Протокол | Чуліна 45+2' Манче 87' (пен.) |

| «Аркадія», Рига Арбітр: Далукас (Греція) |

| 12 жовтня 2010 13:00 |

| Хорватія  | 1 – 3    | Італія                                      |
| --------- | -------- | ------------------------------------------- |
| Манче 88' | Протокол | Башич 9' (авт.) Спеццані 21' Лібертацці 85' |

| «Слока», Юрмала Арбітр: Йеч (Чехія) |

| 12 жовтня 2010 13:00 |

| Фарерські острови | 1 – 2    | Латвія                               |
| ----------------- | -------- | ------------------------------------ |
| Соренсен 31'      | Протокол | Омелянович 45+1' (пен.) Галімонс 86' |

| «Аркадія», Рига Арбітр: Шілагава (Грузія) |

## Група 8
| Збірна  | І | В | Н | П | ГЗ | ГП | РГ | О |
| ------- | - | - | - | - | -- | -- | -- | - |
| Бельгія | 3 | 3 | 0 | 0 | 8  | 2  | +6 | 9 |
| Англія  | 3 | 2 | 0 | 1 | 11 | 3  | +8 | 6 |
| Кіпр    | 3 | 0 | 1 | 2 | 1  | 8  | −7 | 1 |
| Албанія | 3 | 0 | 1 | 2 | 1  | 8  | −7 | 1 |

| 8 жовтня 2010 14:30 |

| Англія                                                          | 6 – 1    | Албанія            |
| --------------------------------------------------------------- | -------- | ------------------ |
| Макекран 16' Кейн 18', 72' Вікем 44' Шелві 78' (пен.) Афобе 88' | Протокол | Шкуртаї 76' (пен.) |

| Міський, Візе Арбітр: Сипайло (Латвія) |

| 8 жовтня 2010 16:30 |

| Бельгія                               | 4 – 1    | Кіпр       |
| ------------------------------------- | -------- | ---------- |
| Керогіоні 8', 64' Лусала 62' Азар 68' | Протокол | Рушіас 37' |

| «Жак Легат», Мальмеді Арбітр: Вейлгаард (Данія) |

| 10 жовтня 2010 14:30 |

| Кіпр | 0 – 4    | Англія                       |
| ---- | -------- | ---------------------------- |
|      | Протокол | Афобе 4', 33', 74' Шелві 54' |

| «Жак Легат», Мальмеді Арбітр: Вейлгаард (Данія) |

| 10 жовтня 2010 16:30 |

| Бельгія                   | 2 – 0    | Албанія |
| ------------------------- | -------- | ------- |
| Керогіоні 75' Вермейл 83' | Протокол |         |

| «Бельмон», Верв'є Арбітр: Сабо (Угорщина) |

| 13 жовтня 2010 16:30 |

| Англія   | 1 – 2    | Бельгія                     |
| -------- | -------- | --------------------------- |
| Нгоо 86' | Протокол | Мпоку 45+6' дер Брюгген 88' |

| Міський, Візе Арбітр: Сабо (Угорщина) |

| 13 жовтня 2010 16:30 |

| Албанія | 0 – 0    | Кіпр |
| ------- | -------- | ---- |
|         | Протокол |      |

| «Бельмон», Верв'є Арбітр: Сипайло (Латвія) |

## Група 9
| Збірна     | І | В | Н | П | ГЗ | ГП | РГ  | О |
| ---------- | - | - | - | - | -- | -- | --- | - |
| Нідерланди | 3 | 3 | 0 | 0 | 7  | 0  | +7  | 9 |
| Словаччина | 3 | 2 | 0 | 1 | 5  | 2  | +3  | 6 |
| Словенія   | 3 | 1 | 0 | 2 | 4  | 3  | +1  | 3 |
| Мальта     | 3 | 0 | 0 | 3 | 0  | 11 | −11 | 0 |

| 7 жовтня 2010 15:00 |

| Словаччина                                         | 4 – 0    | Мальта |
| -------------------------------------------------- | -------- | ------ |
| Каменчик 41' Мікініч 45+1' Шкварка 62' Враблец 90' | Протокол |        |

| «Фазанерія», Мурска-Собота Арбітр: Йованетич (Сербія) |

| 7 жовтня 2010 19:00 |

| Нідерланди           | 2 – 0    | Словенія |
| -------------------- | -------- | -------- |
| Лукокі 63' Магер 90' | Протокол |          |

| Спортивний парк, Лендава Арбітр: Аттуелл (Англія) |

| 9 жовтня 2010 15:00 |

| Нідерланди                   | 3 – 0    | Мальта |
| ---------------------------- | -------- | ------ |
| Ісуфі 52' Кастеньос 55', 86' | Протокол |        |

| Спортивний парк, Лендава Арбітр: Йованетич (Сербія) |

| 9 жовтня 2010 15:00 |

| Словенія | 0 – 1    | Словаччина      |
| -------- | -------- | --------------- |
|          | Протокол | Вілковскі 90+2' |

| «Фазанерія», Мурска-Собота Арбітр: Богнар (Угорщина) |

| 12 жовтня 2010 15:00 |

| Словаччина | 0 – 2    | Нідерланди               |
| ---------- | -------- | ------------------------ |
|            | Протокол | Мартінс Інді 3' Джон 54' |

| Спортивний парк, Лендава Арбітр: Аттуелл (Англія) |

| 12 жовтня 2010 15:00 |

| Мальта | 0 – 5    | Словенія                                     |
| ------ | -------- | -------------------------------------------- |
|        | Протокол | Станчич 7', 37' Єленич 33', 42' Валенчич 90' |

| «Фазанерія», Мурска-Собота Арбітр: Богнар (Угорщина) |

## Група 10
| Збірна     | І | В | Н | П | ГЗ | ГП | РГ  | О |
| ---------- | - | - | - | - | -- | -- | --- | - |
| Сербія     | 3 | 3 | 0 | 0 | 7  | 0  | +7  | 9 |
| Ірландія   | 3 | 2 | 0 | 1 | 7  | 2  | +5  | 6 |
| Болгарія   | 3 | 1 | 0 | 2 | 4  | 5  | −1  | 3 |
| Люксембург | 3 | 0 | 0 | 3 | 0  | 11 | −11 | 0 |

| 7 жовтня 2010 15:00 |

| Ірландія                                                           | 5 – 0    | Люксембург |
| ------------------------------------------------------------------ | -------- | ---------- |
| Бреді 35' (пен.) Макдоннелл 37' Макгінті 45+1' Рафтер 80' Волш 90' | Протокол |            |

| Георгія Бенковського, Тетевен Арбітр: Маші (Ізраїль) |

| 7 жовтня 2010 15:00 |

| Сербія                                | 3 – 0    | Болгарія |
| ------------------------------------- | -------- | -------- |
| Брашанац 23' Мілунович 82' Мркела 90' | Протокол |          |

| «Локомотив», Мездра Арбітр: Амірканян (Вірменія) |

| 9 жовтня 2010 15:00 |

| Ірландія               | 2 – 1    | Болгарія  |
| ---------------------- | -------- | --------- |
| Макгінті 48' Бреді 77' | Протокол | Амзін 40' |

| Георгія Бенковського, Тетевен Арбітр: Кучін (Казахстан) |

| 9 жовтня 2010 15:00 |

| Люксембург | 0 – 3    | Сербія                                        |
| ---------- | -------- | --------------------------------------------- |
|            | Протокол | Мілунович 31' Деспотович 35' Стойлджкович 75' |

| «Локомотив», Мездра Арбітр: Маші (Ізраїль) |

| 12 жовтня 2010 15:00 |

| Сербія        | 1 – 0    | Ірландія |
| ------------- | -------- | -------- |
| Мілунович 71' | Протокол |          |

| Георгія Бенковського, Тетевен Арбітр: Амірканян (Вірменія) |

| 12 жовтня 2010 15:00 |

| Болгарія                                       | 3 – 0    | Люксембург |
| ---------------------------------------------- | -------- | ---------- |
| Міланов 12' Почанські 45' Капітанов 78' (пен.) | Протокол |            |

| «Локомотив», Мездра Арбітр: Кучін (Казахстан) |

## Група 11
| Збірна   | І | В | Н | П | ГЗ | ГП | РГ  | О |
| -------- | - | - | - | - | -- | -- | --- | - |
| Іспанія  | 3 | 3 | 0 | 0 | 12 | 0  | +12 | 9 |
| Ізраїль  | 3 | 2 | 0 | 1 | 4  | 3  | +1  | 6 |
| Вірменія | 3 | 1 | 0 | 2 | 1  | 6  | −5  | 3 |
| Литва    | 3 | 0 | 0 | 3 | 0  | 8  | −8  | 0 |

| 19 жовтня 2010 12:30 |

| Ізраїль                    | 3 – 0    | Вірменія |
| -------------------------- | -------- | -------- |
| Агайов 2' Міха 5' Амар 85' | Протокол |          |

| «Судува», Маріямполе Арбітр: Йованетич (Сербія) |

| 19 жовтня 2010 15:00 |

| Іспанія                                                      | 6 – 0    | Литва |
| ------------------------------------------------------------ | -------- | ----- |
| Мората 4' Іско 15', 29' Вікайтіс 17' (авт.) Сарабія 61', 84' | Протокол |       |

| «Маріямполе», Маріямполе Арбітр: Германсен (Данія) |

| 21 жовтня 2010 12:30 |

| Іспанія                     | 3 – 0    | Вірменія |
| --------------------------- | -------- | -------- |
| Мората 15', 52' Сарабія 53' | Протокол |          |

| «Судува», Маріямполе Арбітр: Айдінус (Туреччина) |

| 21 жовтня 2010 15:00 |

| Литва | 0 – 1    | Ізраїль |
| ----- | -------- | ------- |
|       | Протокол | Яір 26' |

| «Маріямполе», Маріямполе Арбітр: Йованетич (Сербія) |

| 24 жовтня 2010 14:00 |

| Ізраїль | 0 – 3    | Іспанія                   |
| ------- | -------- | ------------------------- |
|         | Протокол | Сарабія 48' Іско 71', 79' |

| «Судува», Маріямполе Арбітр: Германсен (Данія) |

| 24 жовтня 2010 14:00 |

| Вірменія      | 1 – 0    | Литва |
| ------------- | -------- | ----- |
| Манучарян 65' | Протокол |       |

| «Маріямполе», Маріямполе Арбітр: Айдінус (Туреччина) |

## Група 12
| Збірна     | І | В | Н | П | ГЗ | ГП | РГ  | О |
| ---------- | - | - | - | - | -- | -- | --- | - |
| Франція    | 3 | 3 | 0 | 0 | 6  | 0  | +6  | 9 |
| Чорногорія | 3 | 1 | 1 | 1 | 6  | 3  | +3  | 4 |
| Австрія    | 3 | 1 | 1 | 1 | 5  | 2  | +3  | 4 |
| Сан-Марино | 3 | 0 | 0 | 3 | 0  | 12 | −12 | 0 |

| 8 жовтня 2010 15:30 |

| Франція                          | 3 – 0    | Сан-Марино |
| -------------------------------- | -------- | ---------- |
| Деруа 21' Сааді 66' Міньон 90+2' | Протокол |            |

| Спортцентр, Зекірхен-ам-Валлерзе Арбітр: Пампорідіс (Греція) |

| 8 жовтня 2010 18:30 |

| Австрія        | 1 – 1    | Чорногорія |
| -------------- | -------- | ---------- |
| Оффенбахер 22' | Протокол | Мугоша 39' |

| «Унтерсберг-Арена», Гредіг Арбітр: Швецов (Україна) |

| 10 жовтня 2010 13:00 |

| Франція              | 2 – 0    | Чорногорія |
| -------------------- | -------- | ---------- |
| Кебано 17' Деруа 42' | Протокол |            |

| «Унтерсберг-Арена», Гредіг Арбітр: Швецов (Україна) |

| 10 жовтня 2010 16:00 |

| Сан-Марино | 0 – 4    | Австрія                                |
| ---------- | -------- | -------------------------------------- |
|            | Протокол | Жуль 11', 53' Оффенбахер 36' Ашуєр 69' |

| Спортцентр, Зекірхен-ам-Валлерзе Арбітр: Крістофферсен (Данія) |

| 13 жовтня 2010 18:30 |

| Австрія | 0 – 1    | Франція        |
| ------- | -------- | -------------- |
|         | Протокол | Бельфоділь 26' |

| «Унтерсберг-Арена», Гредіг Арбітр: Крістофферсен (Данія) |

| 13 жовтня 2010 18:30 |

| Чорногорія                                   | 5 – 0    | Сан-Марино |
| -------------------------------------------- | -------- | ---------- |
| Мугоша 17', 57' Пржица 34' Вукчевич 66', 89' | Протокол |            |

| Спортцентр, Зекірхен-ам-Валлерзе Арбітр: Пампорідіс (Греція) |

## Група 13
| Збірна            | І | В | Н | П | ГЗ | ГП | РГ  | О |
| ----------------- | - | - | - | - | -- | -- | --- | - |
| Німеччина         | 3 | 2 | 1 | 0 | 14 | 3  | +11 | 7 |
| Швейцарія         | 3 | 1 | 2 | 0 | 8  | 2  | +6  | 5 |
| Північна Ірландія | 3 | 1 | 1 | 1 | 3  | 3  | 0   | 4 |
| Андорра           | 3 | 0 | 0 | 3 | 1  | 18 | −17 | 0 |

| 8 жовтня 2010 11:00 |

| Німеччина                                                                               | 10 – 0   | Андорра |
| --------------------------------------------------------------------------------------- | -------- | ------- |
| Волланд 36', 66', 85', 90' Ті 44', 78' Ляйтнер 60', 71' Мустафі 68' Феррейра 82' (авт.) | Протокол |         |

| «Гарвальдштадіон», Зандгаузен Арбітр: Гестраніус (Фінляндія) |

| 8 жовтня 2010 15:00 |

| Швейцарія | 0 – 0    | Північна Ірландія |
| --------- | -------- | ----------------- |
|           | Протокол |                   |

| Спортцентр «Південь», Гайдельберг Арбітр: Тюаль (Франція) |

| 10 жовтня 2010 13:05 |

| Німеччина                 | 2 – 1    | Північна Ірландія |
| ------------------------- | -------- | ----------------- |
| Ляйтнер 59' Мустафі 90+3' | Протокол | МакАлінден 87'    |

| Дітмар-Гопп-штадіон, Зінсгайм Арбітр: Гестраніус (Фінляндія) |

| 10 жовтня 2010 15:30 |

| Андорра | 0 – 6    | Швейцарія                                                              |
| ------- | -------- | ---------------------------------------------------------------------- |
|         | Протокол | Чарруа 1' (авт.) Беніто 18' Сеферович 29', 70' Міятович 42' Фрюльє 71' |

| «Вальдештадіон», Форст Арбітр: Никола Дабанович (Чорногорія) |

| 13 жовтня 2010 17:00 |

| Швейцарія                     | 2 – 2    | Німеччина        |
| ----------------------------- | -------- | ---------------- |
| Джака 14' Родрігес 35' (пен.) | Протокол | Качунга 19', 70' |

| Карл-Бенц-Штадіон, Мангайм Арбітр: Тюаль (Франція) |

| 13 жовтня 2010 17:00 |

| Північна Ірландія         | 2 – 1    | Андорра     |
| ------------------------- | -------- | ----------- |
| МакАлінден 45' Грей 90+5' | Протокол | Марінью 60' |

| «Гарвальдштадіон», Зандгаузен Арбітр: Никола Дабанович (Чорногорія) |

## Треті місця у групах
| Г  | Збірна            | І | В | Н | П | МЗ | МП | РМ | О |
| -- | ----------------- | - | - | - | - | -- | -- | -- | - |
| 6  | Молдова           | 2 | 1 | 1 | 0 | 1  | 0  | +1 | 4 |
| 5  | Чехія             | 2 | 1 | 0 | 1 | 3  | 1  | +2 | 3 |
| 2  | Шотландія         | 2 | 1 | 0 | 1 | 4  | 5  | −1 | 3 |
| 4  | Данія             | 2 | 1 | 0 | 1 | 2  | 3  | −1 | 3 |
| 3  | Азербайджан       | 2 | 0 | 1 | 1 | 2  | 3  | −1 | 1 |
| 12 | Австрія           | 2 | 0 | 1 | 1 | 1  | 2  | −1 | 1 |
| 13 | Північна Ірландія | 2 | 0 | 1 | 1 | 1  | 2  | −1 | 1 |
| 1  | Ісландія          | 2 | 0 | 0 | 2 | 2  | 4  | −2 | 0 |
| 7  | Латвія            | 2 | 0 | 0 | 2 | 2  | 4  | −2 | 0 |
| 9  | Словенія          | 2 | 0 | 0 | 2 | 0  | 3  | −3 | 0 |
| 10 | Болгарія          | 2 | 0 | 0 | 2 | 1  | 5  | −4 | 0 |
| 11 | Вірменія          | 2 | 0 | 0 | 2 | 0  | 6  | −6 | 0 |
| 8  | Кіпр              | 2 | 0 | 0 | 2 | 1  | 8  | −7 | 0 |